# Bardzynin
Bardzynin [pronunciación en polaco: /barˈd͡zɨnin/] es un pueblo ubicado en el distrito administrativo de Gmina Dalików, dentro del Distrito de Poddębice, Voivodato de Łódź, en Polonia central. Se encuentra aproximadamente a 5 kilómetros (3 mi) al noreste de Dalików, a 14 kilómetros al este de Poddębice, y  a 25 kilómetros al noroeste de la capital regional Łódź.